# Megacyllene abnormis
Megacyllene abnormis är en skalbaggsart som först beskrevs av Aurivillius 1920.  Megacyllene abnormis ingår i släktet Megacyllene och familjen långhorningar. Inga underarter finns listade i Catalogue of Life.